# Dragon Ball: Sparking! Zero
Dragon Ball: Sparking! ZERO (ドラゴンボール Sparking! ZERO?, Doragon Bōru Supākingu! Zero) è un picchiaduro per PlayStation 5, Xbox Series X/S, Microsoft Windows (tramite Steam), Nintendo Switch e Nintendo Switch 2. È un videogioco della serie Dragon Ball prodotto da Bandai Namco, sequel di Dragon Ball Z: Budokai Tenkaichi 3. In particolare, l'uscita di questo gioco ha segnato la prima volta nella storia di Budokai Tenkaichi in cui il nome giapponese della serie, Sparking!, viene utilizzato a livello internazionale. Il gioco è uscito l’11 ottobre 2024.

## Innovazioni
Il gioco mantiene le meccaniche principali della serie, ma ne vengono aggiunte di nuove per esprimere al meglio le battaglie ad alta velocità:
- Conteggio abilità - un numero che aumenta man mano che esegui le mosse durante la battaglia e viene poi speso per attivare abilità speciali.
- Slancio breve - una tecnica che ti consente di muoverti alla velocità della luce. Questo cambiamento apre più possibilità, come schivare l'attacco di un avversario con un breve scatto, scatenare un attacco caricato o persino un Ki Blast mentre ci si muove, o collegarsi a uno scatto del drago per eseguire una mossa enorme in un colpo solo.
- Contrattacco vendicativo - una tecnica che ti consente di contrattaccare assorbendo l'attacco di un avversario. È un'azione che consente attacchi e difese ad alta velocità come visto nella storia originale in cui i personaggi possono lanciare un attacco anche se vengono colpiti.
- Super percezione - una tecnica che ti consente di contrattaccare in previsione di vari attacchi, anche di tipo Ki Wave.
- Assalti evanescenti - una tecnica che ti consente di avvicinarti istantaneamente a un avversario e balzare.

## Modalità di gioco
Il titolo presenta le seguenti modalità di gioco:
- Episodio & Personalizzazione
  - Episodio battaglia - dà la possibilità di scegliere un personaggio tra otto (Goku, Vegeta, Gohan, Piccolo, Trunks del Futuro, Freezer, Black Goku, Jiren) e rivivere momenti delle battaglie più significative della saga di Dragon Ball.
  - Battaglia personalizzata - i giocatori possono provare con le loro mani scontri immaginati dagli sviluppatori o creare la loro battaglia specifica e condividerla con il mondo.
- Battaglia/Allenamento
  - Battaglia - permette di effettuare delle classiche battaglie tra due squadre composte al massimo da 5 personaggi:
    - Online - Partita del giocatore, Partita classificata, Classifica
    - Offline - G1 vs CPU, CPU vs CPU, G1 vs G2

  - Super Allenamento - permette ai giocatori principianti di imparare le meccaniche base del gioco e ai giocatori più esperti di allenarsi sulle tecniche più avanzate.
  - Torneo Mondiale - si può creare o partecipare ad un torneo online con giocatori da tutto il mondo, oppure giocare offline. Come in Budokai Tenkaichi 3, ci sono diverse tipologie predefinite di tornei a cui partecipare:
    - Crea torneo
    - Torneo Mondiale
    - Cell Game
    - Torneo dell'Aldilà
    - Torneo degli Universi
    - Torneo del Potere
    - Yamcha Game
- Sfide/Missioni
  - Ordini di Zeno
  - Raccolta timbri di Whis
- Negozio/Personalizzazione
  - Negozio/Personalizzazione
  - Carta giocatore
- Galleria
  - Enciclopedia
  - I miei dati
  - Galleria
- Vieni avanti...
  - Evoca Shenron
  - Evoca Polunga
  - Evoca Super Shenron

## Personaggi giocabili
Il roster è composto da 202 personaggi giocabili (comprese trasformazioni). Il gioco base prevede 181 personaggi a cui vanno sommati 1 personaggio concesso come bonus di preordine (acquistabile a parte tramite apposito pacchetto), 11 personaggi aggiunti tramite il primo DLC, 8 tramite il secondo e 1 tramite un Extra DLC. In seguito ne saranno aggiunti altri tramite ulteriori DLC.
| Nome                             | Trasformazioni                                                               |
| -------------------------------- | ---------------------------------------------------------------------------- |
| Goku (Z - I)                     |                                                                              |
| Goku (Z - II)                    | - Base - Super Saiyan                                                        |
| Goku (Z - III)                   | - Base - Super Saiyan - Super Saiyan 2 - Super Saiyan 3                      |
| Goku (Super)                     | - Base - Super Saiyan - Super Saiyan God - Super Saiyan Blue                 |
| Goku (Super)                     | - Ultra istinto -Segno- - Ultra istinto                                      |
| Goku (GT)                        | - Base - Super Saiyan - Super Saiyan 3 - Super Saiyan 4                      |
| Goku (ragazzo)                   |                                                                              |
| Goku (mini)                      |                                                                              |
| Vegeta (scouter)                 | - Base - Grande Scimmia                                                      |
| Vegeta (Z - I)                   | - Base - Super Saiyan - Super Vegeta                                         |
| Vegeta (Z - II)                  | - Base - Super Saiyan - Super Saiyan 2                                       |
| Majin Vegeta                     |                                                                              |
| Vegeta (Super)                   | - Base - Super Saiyan - Super Saiyan God - Super Saiyan Blue                 |
| Vegeta (GT)                      | - Super Saiyan 4                                                             |
| Gohan (bambino)                  |                                                                              |
| Gohan (ragazzo)                  | - Base - Super Saiyan - Super Saiyan 2                                       |
| Gohan (adulto)                   | - Base - Super Saiyan - Super Saiyan 2                                       |
| Great Saiyaman                   |                                                                              |
| Gohan Supremo                    |                                                                              |
| Gohan (futuro)                   | - Base - Super Saiyan                                                        |
| Piccolo                          |                                                                              |
| Piccolo (fusione con Dio)        |                                                                              |
| Nail                             |                                                                              |
| Crilin                           |                                                                              |
| Yamcha                           |                                                                              |
| Tenshinhan                       |                                                                              |
| Trunks (spada)                   | - Base - Super Saiyan                                                        |
| Trunks                           | - Base - Super Saiyan - Super Trunks                                         |
| Trunks (futuro)                  | - Base - Super Saiyan                                                        |
| Trunks (bambino)                 | - Base - Super Saiyan                                                        |
| Goten                            | - Base - Super Saiyan                                                        |
| Vegeth                           | - Base - Super Vegeth - Super Saiyan Blue                                    |
| Super Gogeta (Z)                 |                                                                              |
| Gogeta (Super)                   | - Base - Super Saiyan - Super Saiyan Blue                                    |
| Gogeta (GT)                      | - Super Saiyan 4                                                             |
| Gotenks                          | - Base - Super Saiyan - Super Saiyan 3                                       |
| Videl                            |                                                                              |
| Maestro Muten                    | - Base - Massima potenza                                                     |
| Freezer (Z)                      | - Prima forma - Seconda forma - Terza forma - Quarta forma - Massima potenza |
| Mecha Freezer                    |                                                                              |
| Freezer (Super)                  | - Base - Freezer dorato                                                      |
| Cell                             | - Prima forma - Seconda forma - Forma perfetta                               |
| Cell corpo perfetto              |                                                                              |
| Cell Jr.                         |                                                                              |
| Majin Bu                         |                                                                              |
| Majin Bu (malvagio)              |                                                                              |
| Super Bu                         | - Base - Gotenks assorbito - Gohan assorbito                                 |
| Kid Bu                           |                                                                              |
| Mr. Satan                        |                                                                              |
| Jiaozi                           |                                                                              |
| Yajirobei                        |                                                                              |
| Pan (GT)                         |                                                                              |
| Ub (GT)                          | - Base - Super Ub                                                            |
| Bardak                           |                                                                              |
| Radish                           |                                                                              |
| Saibaiman                        |                                                                              |
| Nappa                            |                                                                              |
| Zarbon                           | - Base - Super Zarbon                                                        |
| Dodoria                          |                                                                              |
| Cui                              |                                                                              |
| Capitano Ginew                   |                                                                              |
| Rekoom                           |                                                                              |
| Burter                           |                                                                              |
| Jeeth                            |                                                                              |
| Guldo                            |                                                                              |
| Re Cold                          |                                                                              |
| Androide 16                      |                                                                              |
| Androide 17 (Z)                  |                                                                              |
| Androide 17 (Super)              |                                                                              |
| Androide 18                      |                                                                              |
| Androide 19                      |                                                                              |
| Dr. Gelo                         |                                                                              |
| Babidy                           |                                                                              |
| Darbula                          |                                                                              |
| Soldato dell’esercito di Freezer |                                                                              |
| Broly (Z)                        | - Base - Super Saiyan - Super Saiyan leggendario                             |
| Broly (Super)                    | - Base - Super Saiyan - Super Saiyan (massima potenza)                       |
| Super Garlic Jr.                 |                                                                              |
| Dr. Willow                       |                                                                              |
| Turles                           |                                                                              |
| Lord Slug                        | - Base - Forma gigante                                                       |
| Cooler                           | - Base - Corpo perfetto                                                      |
| Metal Cooler                     |                                                                              |
| Androide 13                      | - Base - Super 13                                                            |
| Bojack                           | - Base - Massima potenza                                                     |
| Janemba                          | - Base - Super Janemba                                                       |
| Tapion                           |                                                                              |
| Hildegarn                        |                                                                              |
| Baby Vegeta (GT)                 | - Base - Super Baby 1 - Super Baby 2 - Grande Scimmia                        |
| Li Shenron (GT)                  | - Base - Super Li Shenron                                                    |
| Spopovitch                       |                                                                              |
| Beerus                           |                                                                              |
| Whis                             |                                                                              |
| Black Goku                       | - Base - Super Saiyan Rosé                                                   |
| Zamasu                           |                                                                              |
| Zamasu (fusione)                 | - Base - Fusione corrotta                                                    |
| Hit                              |                                                                              |
| Frost                            |                                                                              |
| Cabba                            | - Base - Super Saiyan - Super Saiyan 2                                       |
| Caulifla                         | - Base - Super Saiyan 2                                                      |
| Kale                             | - Base - Super Saiyan - Super Saiyan (Berserk)                               |
| Kefla                            | - Base - Super Saiyan - Super Saiyan 2                                       |
| Jiren                            | - Base - Massima potenza                                                     |
| Toppo                            | - Base - Dio della distruzione                                               |
| Dyspo                            |                                                                              |
| Bergamo                          |                                                                              |
| Ribrianne                        |                                                                              |
| Kakunsa                          |                                                                              |
| Rozie                            |                                                                              |
| Anilaza                          |                                                                              |

| Nome                          | Trasformazioni                                                               | DLC                                         |
| ----------------------------- | ---------------------------------------------------------------------------- | ------------------------------------------- |
| Gohan (Super Hero)            | - Base - Super Saiyan - Gohan Supremo - Gohan Beast                          | DLC 1 - Hero of Justice                     |
| Piccolo (Super Hero)          | - Base - Potenziale liberato - Orange Piccolo - Orange Piccolo Forma gigante | DLC 1 - Hero of Justice                     |
| Gamma 1                       |                                                                              | DLC 1 - Hero of Justice                     |
| Gamma 2                       |                                                                              | DLC 1 - Hero of Justice                     |
| Cell Max                      |                                                                              | DLC 1 - Hero of Justice                     |
| Goku (mini)                   | - Super Saiyan                                                               | DLC 2 - Dragon Ball DAIMA: Character Pack 1 |
| Vegeta (mini)                 | - Base - Super Saiyan - Super Saiyan 2 - Super Saiyan 3                      | DLC 2 - Dragon Ball DAIMA: Character Pack 1 |
| Glorio                        |                                                                              | DLC 2 - Dragon Ball DAIMA: Character Pack 1 |
| Panzy                         |                                                                              | DLC 2 - Dragon Ball DAIMA: Character Pack 1 |
| Majin Kuu                     |                                                                              | DLC 2 - Dragon Ball DAIMA: Character Pack 1 |
| Shallot (Dragon Ball Legends) |                                                                              | Extra DLC                                   |

## Arene di combattimento
Le arene di gioco sono 12 escludendo le varianti giorno-notte e simili.
- Pianeta Namecc
- Pianeta Namecc devastato
- Campo aperto (giorno - sera - notte)
- Area rocciosa (giorno - sera - notte)
- Città dell'Ovest (giorno - nuvoloso - sera - notte)
- Città dell'Ovest devastata
- Torneo Mondiale (giorno - vuoto)
- Pianeta dei Kaiohshin
- Arcipelago (giorno - sera - notte)
- Torneo del potere
- Stanza dello spirito e del tempo
- Arena del gioco di Cell (giorno - sera - notte)

## Sviluppo
Il 5 marzo 2023, in occasione dell'evento Dragon Ball Games Battle Hour, Bandai Namco pubblica un teaser trailer in cui annuncia l'arrivo di un nuovo Budokai Tenkaichi a distanza di 16 anni dal terzo capitolo: in questo trailer vi sono spezzoni di gameplay dei precedenti picchiaduro della serie (usciti su PlayStation 2 e Wii) giocati all'interno di un televisore a tubo catodico. L'8 dicembre 2023, durante i TGA 2023, viene mostrato un primo trailer in cui viene rivelato il nome del gioco: dopo varie voci di corridoio su Internet sul possibile titolo (inizialmente ipotizzato in Budokai Tenkaichi 4) alla fine viene scelto Dragon Ball: Sparking! ZERO, titolo che riprende il nome giapponese originale della serie, Sparking!, (ora esteso al mercato internazionale) accompagnato dalla dicitura Zero, essendo, oltre che un sequel di Budokai Tenkaichi 3, anche un reboot della serie. In questo quarto capitolo di Sparking! viene rimossa dal titolo anche la "Z" da Dragon Ball, presente nei primi tre capitoli. Lo sviluppo del gioco viene affidato a Spike Chunsoft, lo stesso studio dietro tutta la serie Tenkaichi, utilizzando il motore di gioco Unreal Engine 5: in un'intervista Jun Furutani, producer di Bandai Namco, afferma che il team di sviluppo ha lavorato al titolo per almeno 5 anni prima dell'uscita. 
Nei primi mesi del 2024 escono diversi trailer di avvicinamento al gioco da parte di Bandai; tra questi, vari video di presentazione riguardanti categorie specifiche di personaggi (Forza vs. Velocità, Maestri e Allievi, Guerrieri Fusione) e una sessione di gameplay di un combattimento tra Goku e Vegeta nelle loro forme Super Saiyan Blue. Durante questi trailer viene rivelata la grandezza del roster del gioco base, che comprendeva inizialmente 164 personaggi giocabili (trasformazioni incluse), poi allargato a 182. 
Il 7 giugno 2024 alla Summer Game Fest di Los Angeles esce un ulteriore trailer di Bandai Namco con l'annuncio della data d'uscita del gioco per PlayStation 5, Xbox Series X, Series S e PC, fissata per l'11 ottobre 2024. Nel gioco sono presenti in maggioranza personaggi dalle serie animate di Dragon Ball Z e Dragon Ball Super, includendo tuttavia i personaggi principali di Dragon Ball GT, dei film Z e del film Dragon Ball Super: Broly, oltre a Goku bambino, unico personaggio della prima serie animata Dragon Ball. Tramite DLC a pagamento verranno aggiunti anche personaggi provenienti dal film Dragon Ball Super: Super Hero e dalla serie animata Dragon Ball Daima.

## Edizioni
Sono state pubblicate 4 edizioni del gioco:
1. Standard - contenuto:
  - Gioco base (copia fisica)
2. Deluxe - contenuto:
  - Gioco base (copia digitale)
  - Season Pass (DLC 1, 2, 3)
  - Bonus: evoca Shenron
  - Accesso anticipato di 3 giorni
3. Ultimate - contenuto:
  - Come edizione Deluxe
  - Pacchetto miglioramento definitivo (Costume Goku (Super) con Bastone magico, set di voci e gesti, 2 sfondi carta giocatore, 1 oggetto di personalizzazione)
  - Bonus: evoca Super Shenron
4. Premium Collector's - contenuto:
  - Come edizione Ultimate (copia fisica)
  - Diorama esclusivo
  - Carte esclusive
  - Steelbook
  - Segnalibro metallizzato

Come bonus di preordine si ottiene: 
1. accesso anticipato a 6 personaggi:
  - Gogeta (Super)
  - Gogeta (Super) - Super Saiyan
  - Gogeta (Super) - Super Saiyan God Super Saiyan
  - Broly (Super)
  - Broly (Super) - Super Saiyan
  - Broly (Super) - Super Saiyan Massima Potenza
2. personaggio esclusivo: Goku (mini) da Dragon Ball Daima

## Accoglienza

### Vendite
Bandai Namco i primi di febbraio 2025, dichiara che il videogioco ha venduto oltre 5 milioni di unità, di questi 3 milioni sono stati vendute nelle prime 24 ore dalla pubblicazione.

### Riconoscimenti
Candidato come Best Fighting Game ai The Game Awards 2024.
Candidato come Best Game You Suck At ai The Steam Awards 2024.
Candidato come Fighting Game of the Year ai D.I.C.E. Awards 2025.